# EL/M-2032
EL/M-2032 — импульсно-доплеровская многорежимная РЛС управления огнём с планарными решётками, предназначенная для многоцелевого истребителя. Разработана в процессе реализации проекта «Лави». Работает в режимах «воздух-воздух» и «воздух-поверхность».
По состоянию на 2009 год, фирма Элта установила эту РЛС на самолётах ВМС Индии «Си Харриер», A-4, F-4, F-5, F-16, F/A-50, «Мираж» и МиГ-21, индийском истребителе «Tejas», израильском истребителе «Кфир» C-10.

## Описание
EL/M-2032 является передовой многорежимной самолётной РЛС управления огнём, разработанной для многоцелевых истребителей, ориентированных на противовоздушные и штурмовые задачи. Модульная конструкция оборудования и управляющего программного обеспечения, гибкие бортовые интерфейсы позволяют устанавливать РЛС на различных типах истребителей(F-16, F-5, «Мираж», различных модификациях «Харриер», F-4, МиГ-21 и т. д.), настраивать её под индивидуальные требования заказчиков. При разработке EL/M-2032 использован реальный боевой опыт израильских лётчиков-истребителей.
EL/M-2032 значительно улучшает возможности истребителя по борьбе с самолётами и наземными целями противника. В воздушном бою РЛС обеспечивает дальнее обнаружение целей и сопровождение их для применения оружия или автоматический захват цели в ближнем бою.

## Характеристики
- Максимальная масса — 100 кг
- Максимальная дальность — Максимальная дальность для целей воздух-воздух - 222 км (120 морських миль), Максимальная дальность для целей воздух-земля - 222 км (120 морських миль), Максимальная дальность для целей воздух-море - 370 км (200 морських миль)

## Внешние ссылки
- Буклет EL/M-2032